# Góry Judomsko-Majskie
Góry Judomsko-Majskie (ros. Юдомо-Майское нагорье) – góry w azjatyckiej części Rosji, w Jakucji i Kraju Chabarowskim.
Leżą w dorzeczu rzeki Maja; ograniczone od północy górami Sette-Daban, od wschodu i południa górami Dżugdżur; średnia wysokość 800–1200 m n.p.m., maksymalna 2213 m n.p.m. Zbudowane z łupków ilastych i piaskowców; w dolnych partiach tajga modrzewiowa, w wyższych sosna karłowa i tundra górska.